# Lista gatunków z rodzaju aster
Lista gatunków z rodzaju aster – wykaz gatunków rodzaju roślin należącego do rodziny astrowatych (Compositae Gis.). Według The Plant List w obrębie tego rodzaju rozróżniono 234 gatunki, natomiast kolejnych 501 taksonów ma status gatunków niepewnych.
Wykaz gatunków
- Aster acer Roehl.
- Aster acris S.G.Gmel.
- Aster ageratoides Turcz.
- Aster aitchisonii Boiss.
- Aster alatipes Hemsl.
- Aster albanicus (Degen) Degen

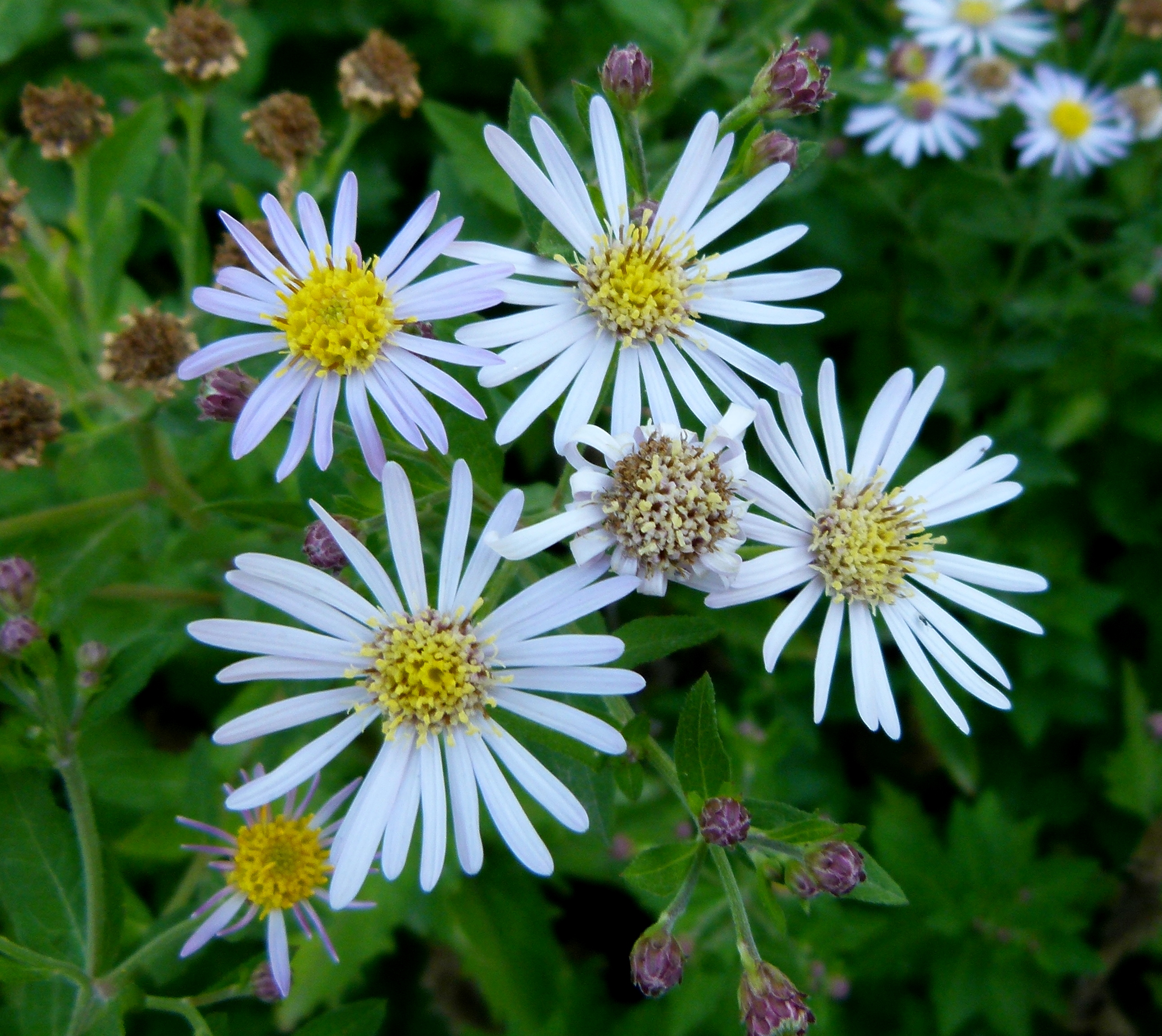
Aster ageratoides

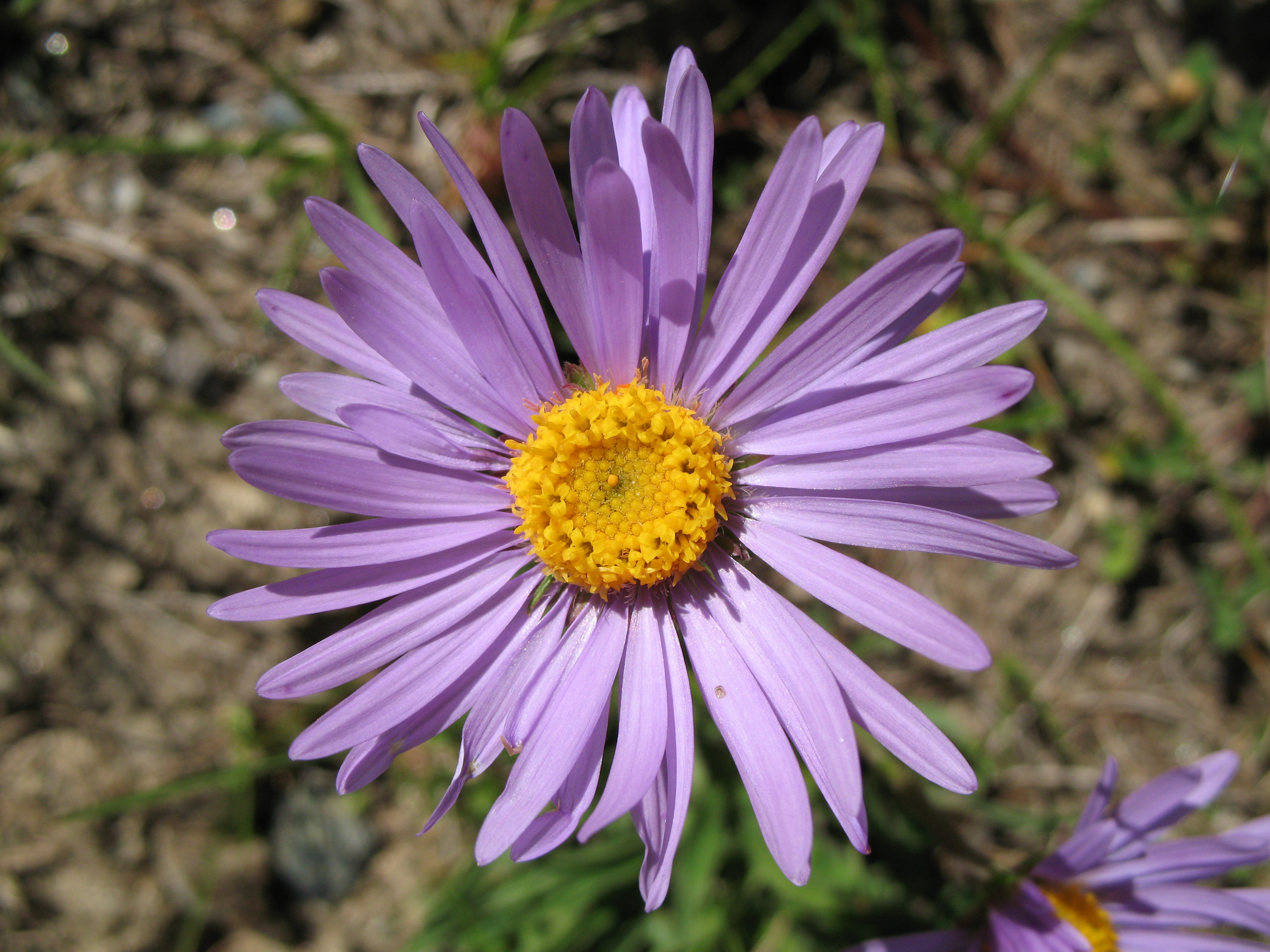
aster alpejski (Aster alpinus)

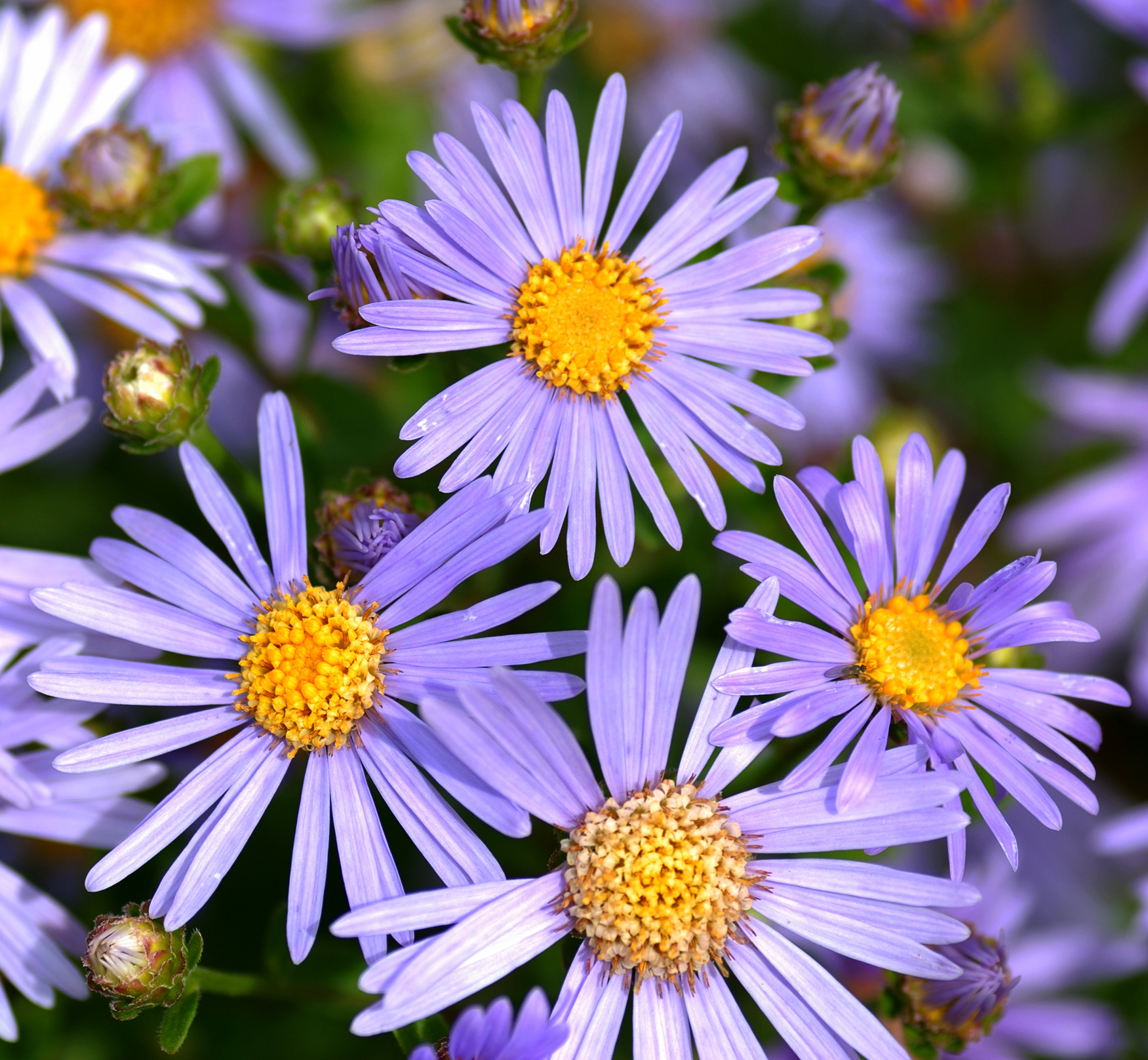
aster gawędka (Aster amellus)

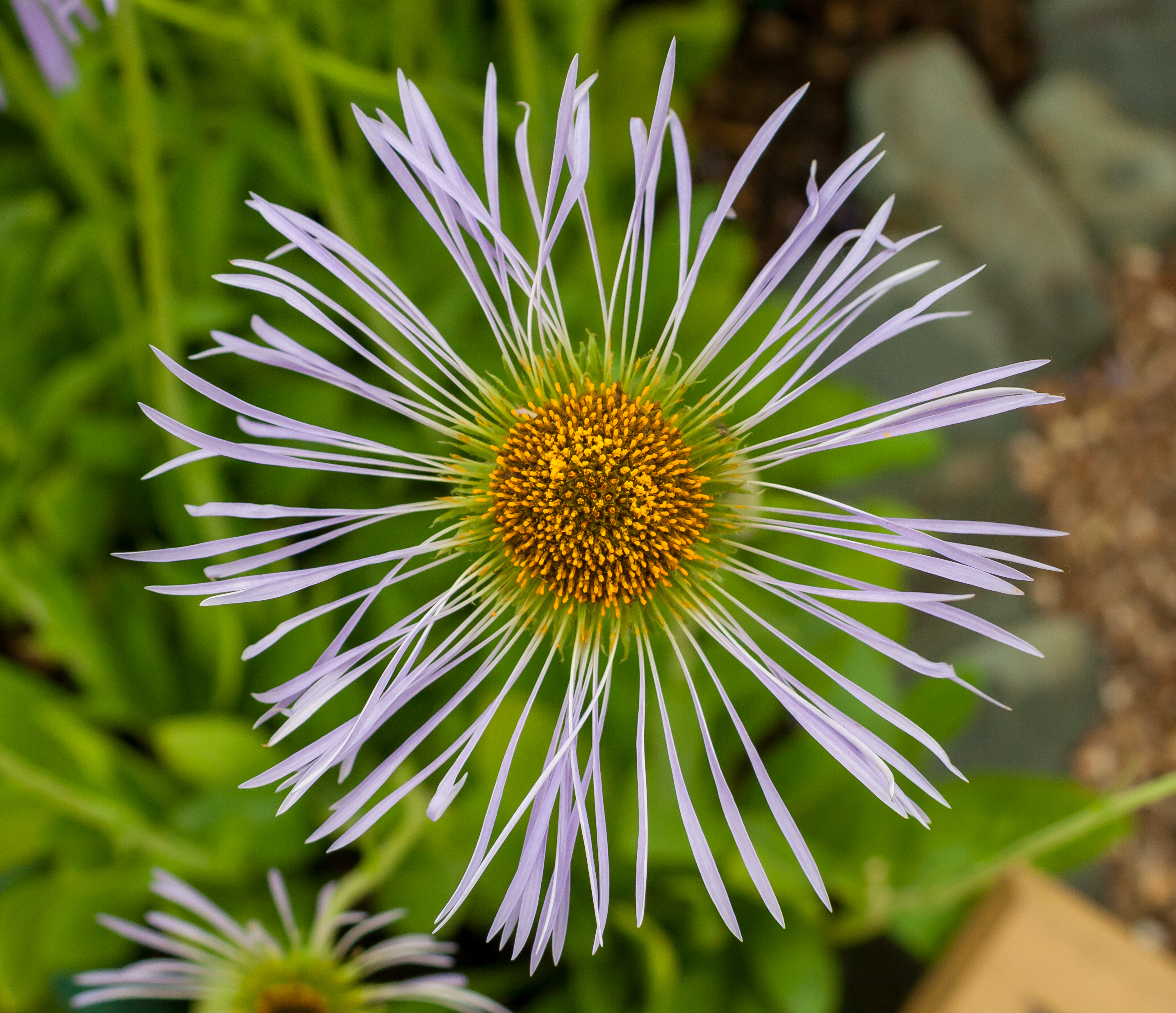
Aster diplostephioides

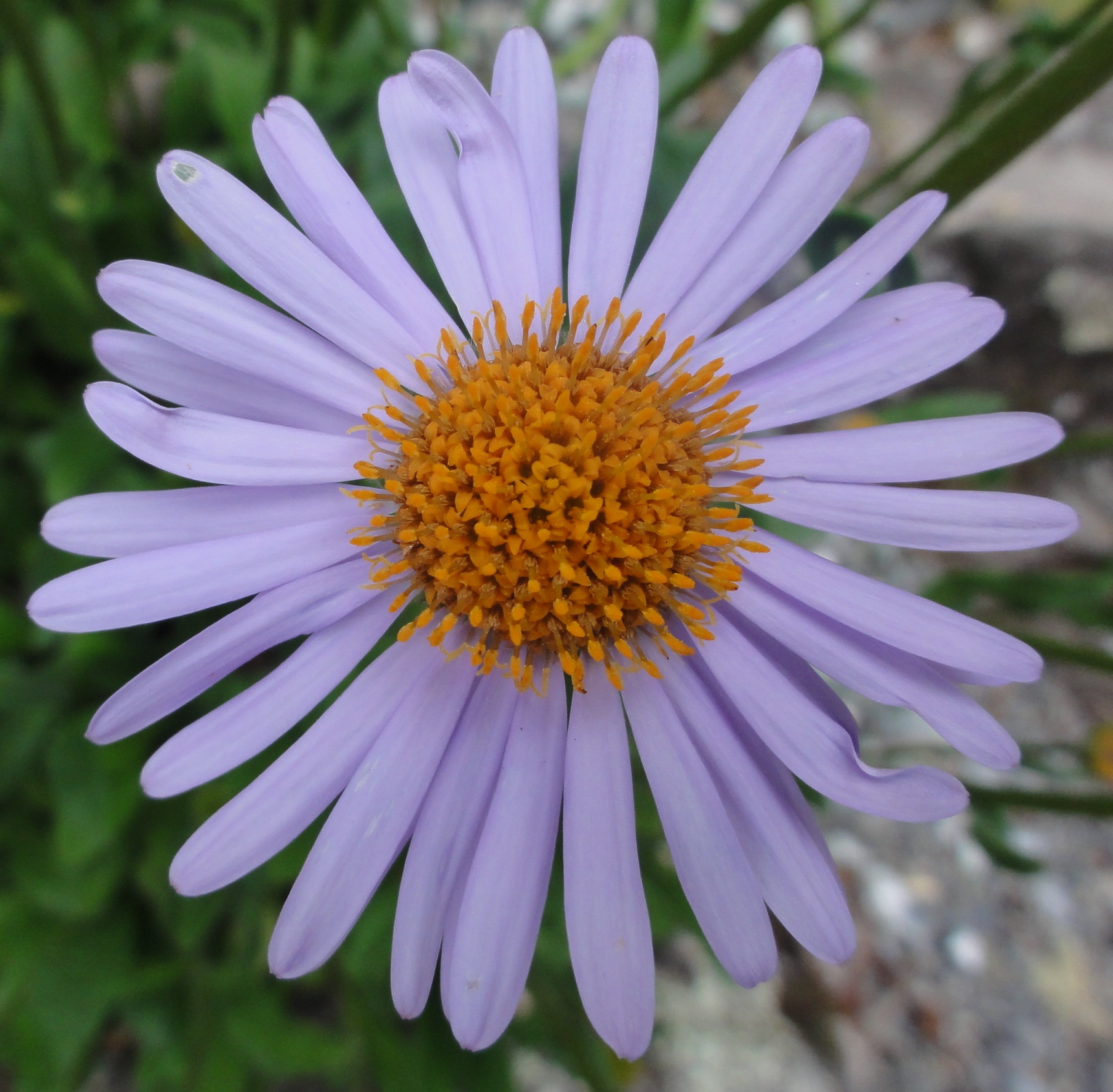
aster zwisły (Aster flaccidus)

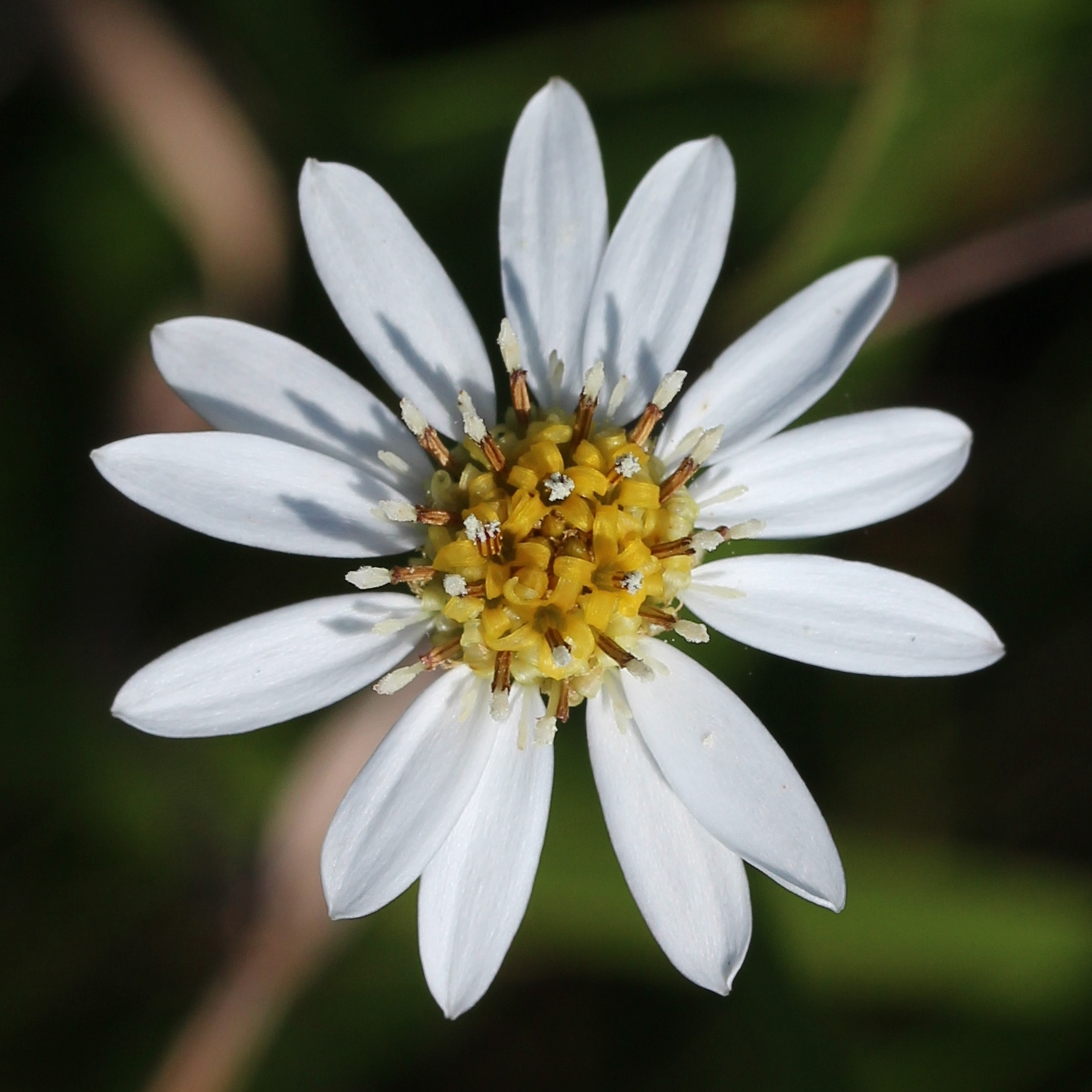
Aster rugulosus

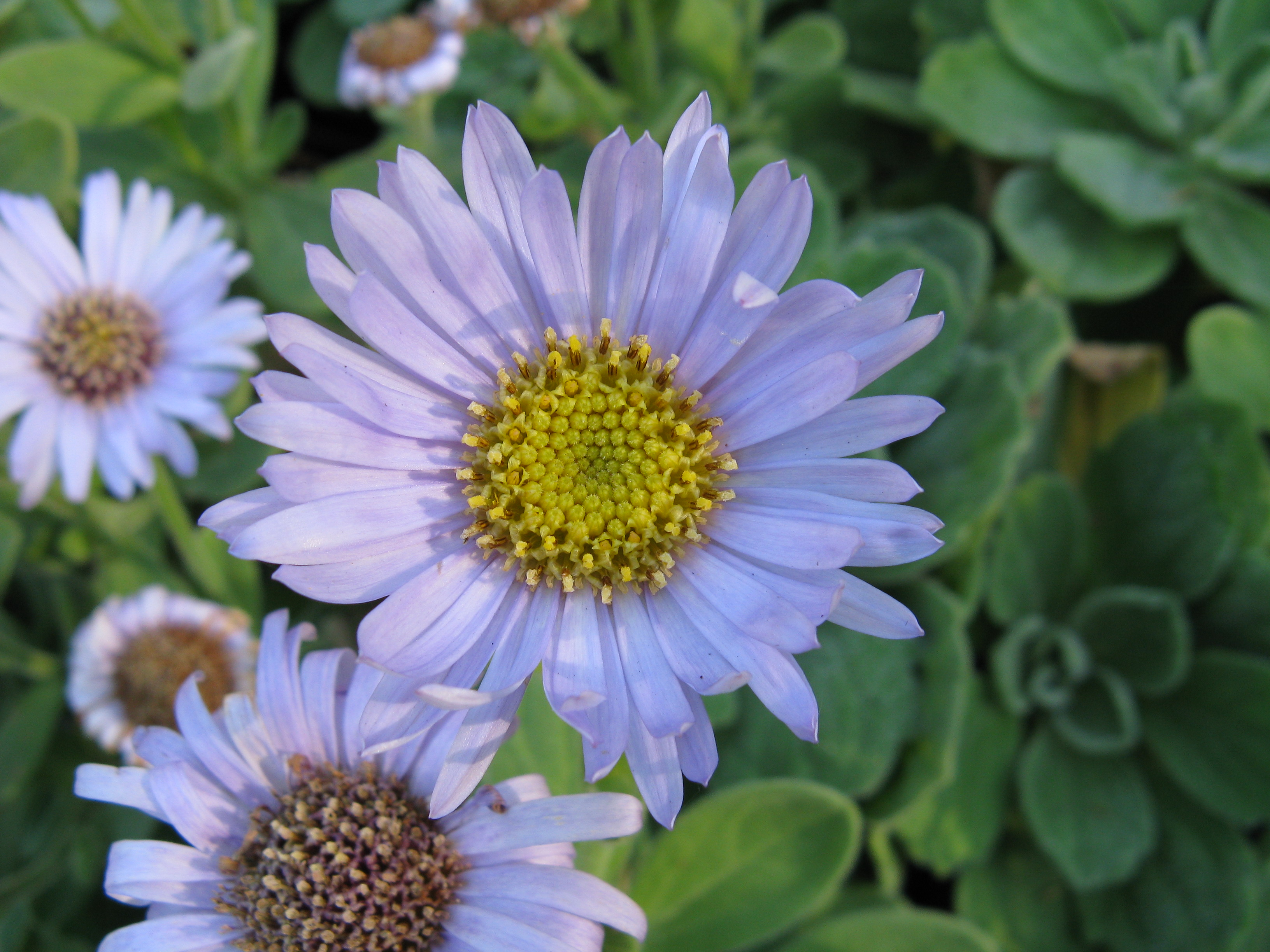
Aster spathulifolius

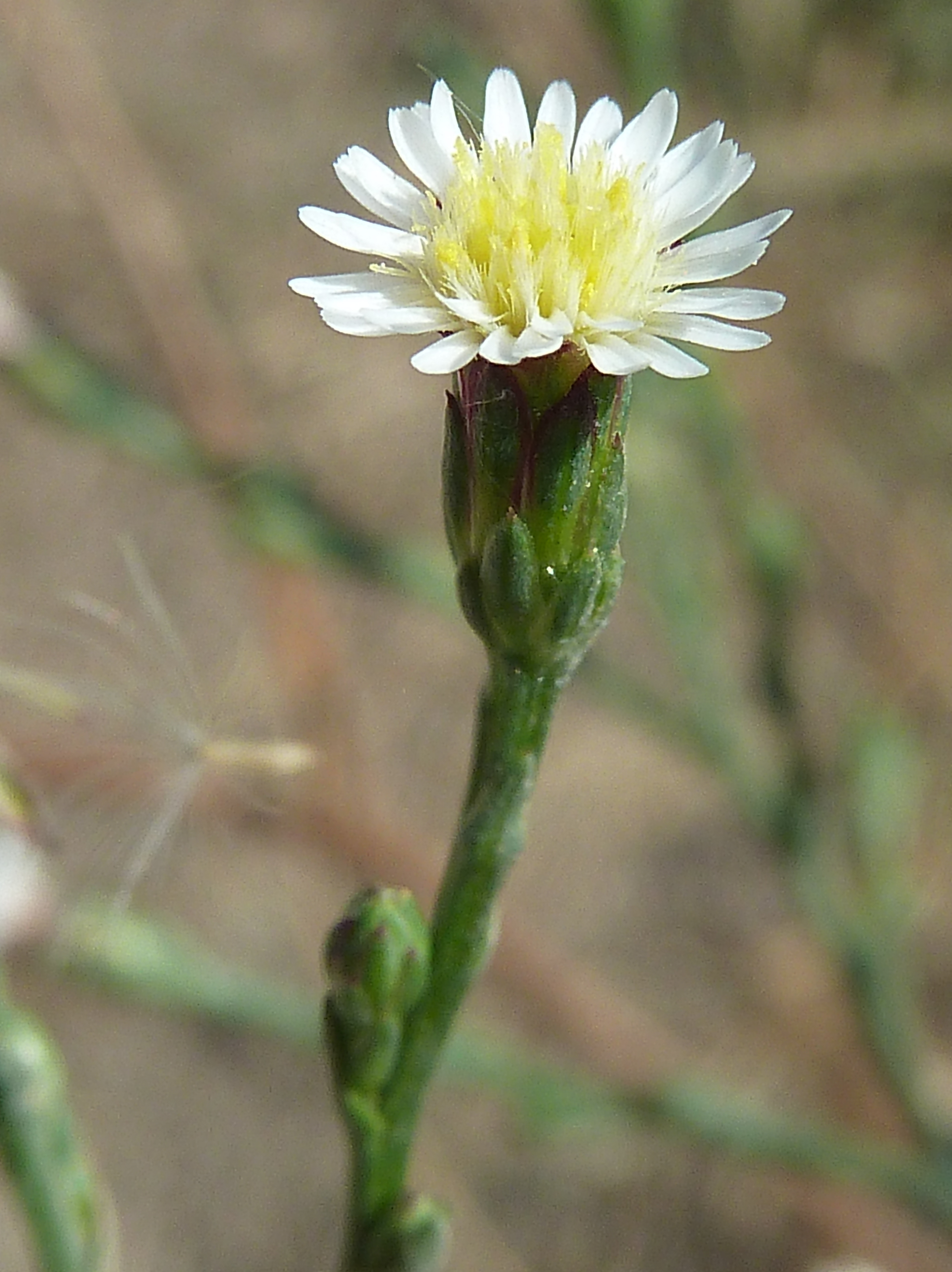
Aster squamatus

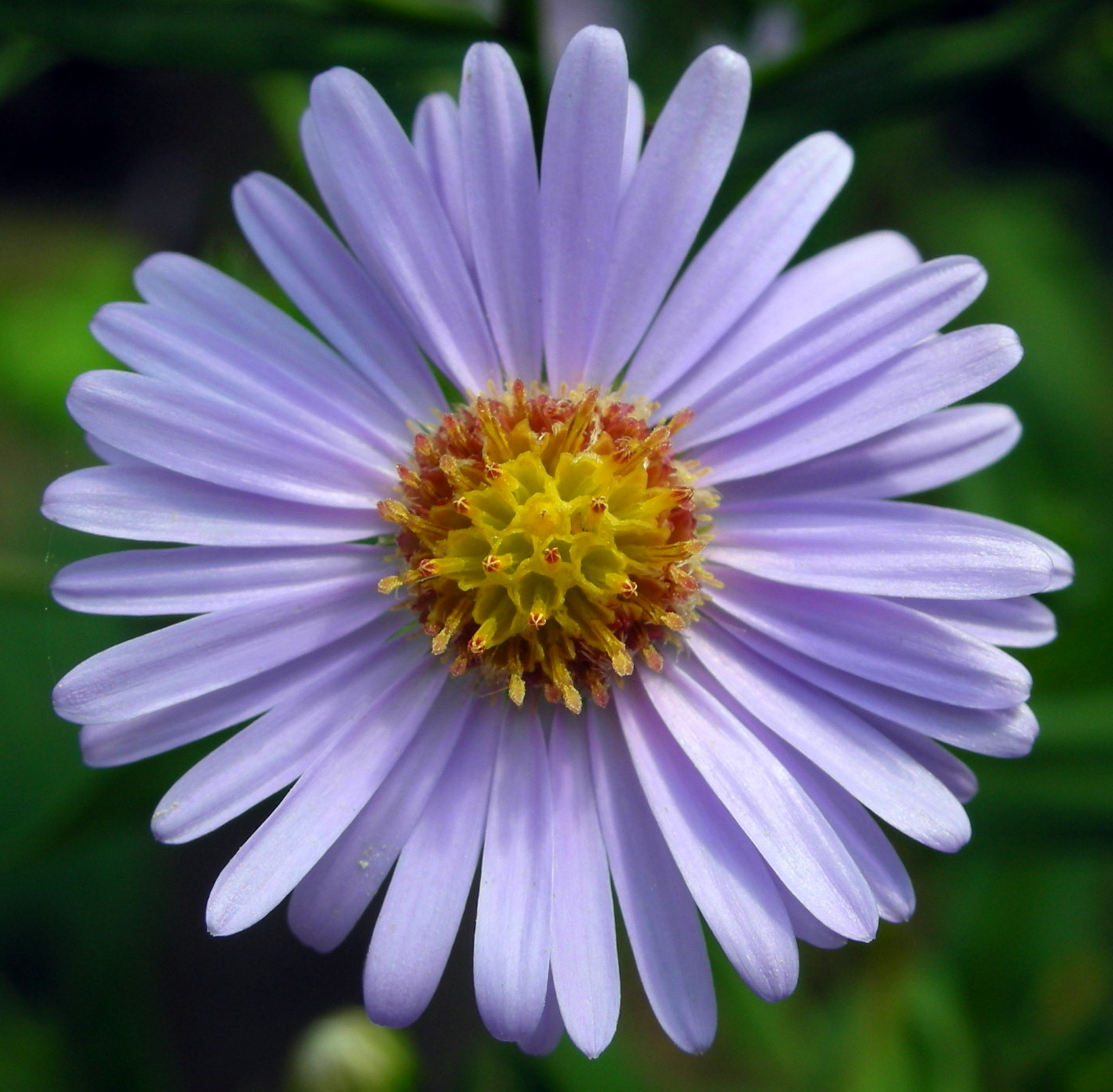
aster tatarski (Aster tataricus)

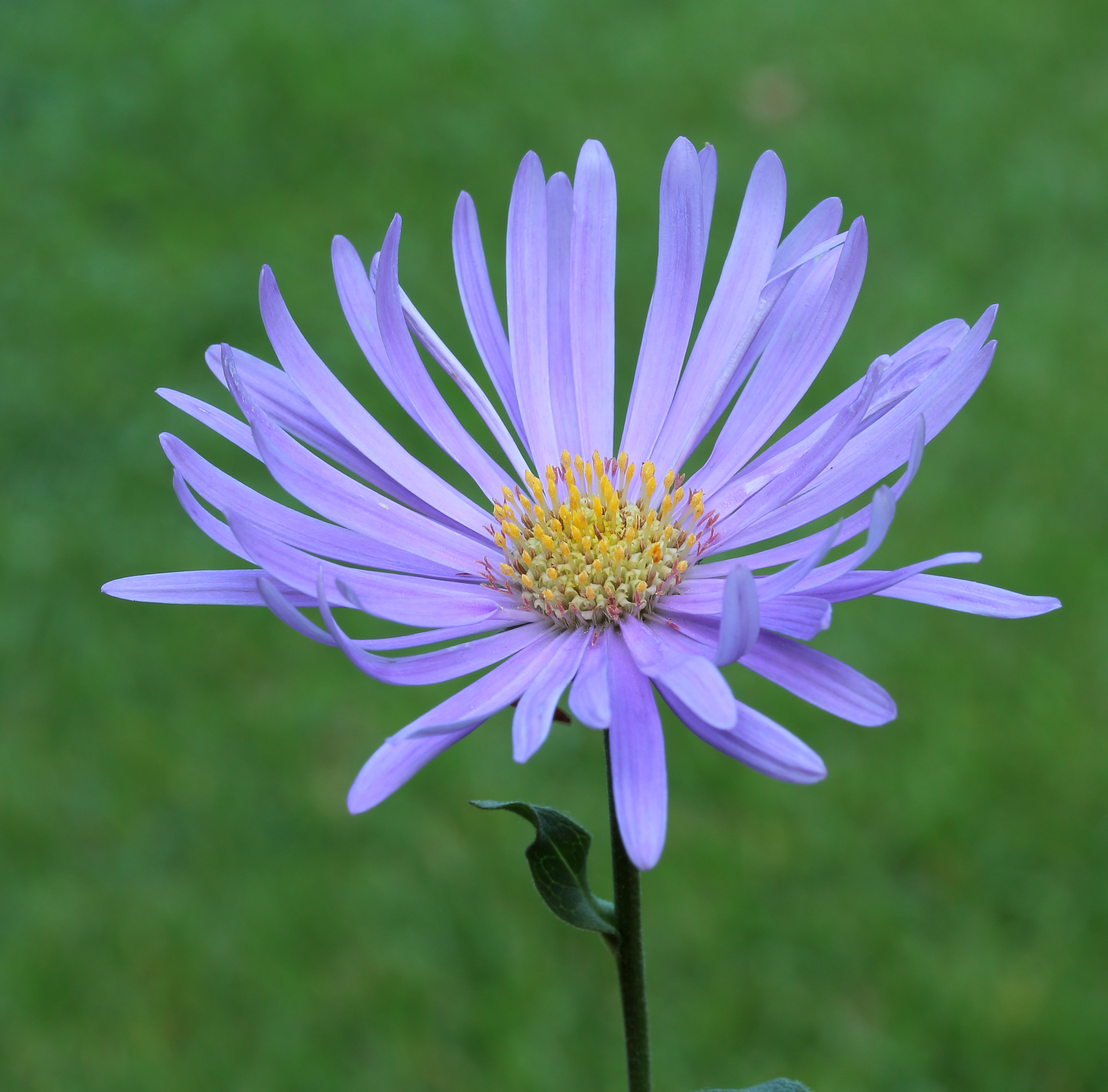
Aster thomsonii

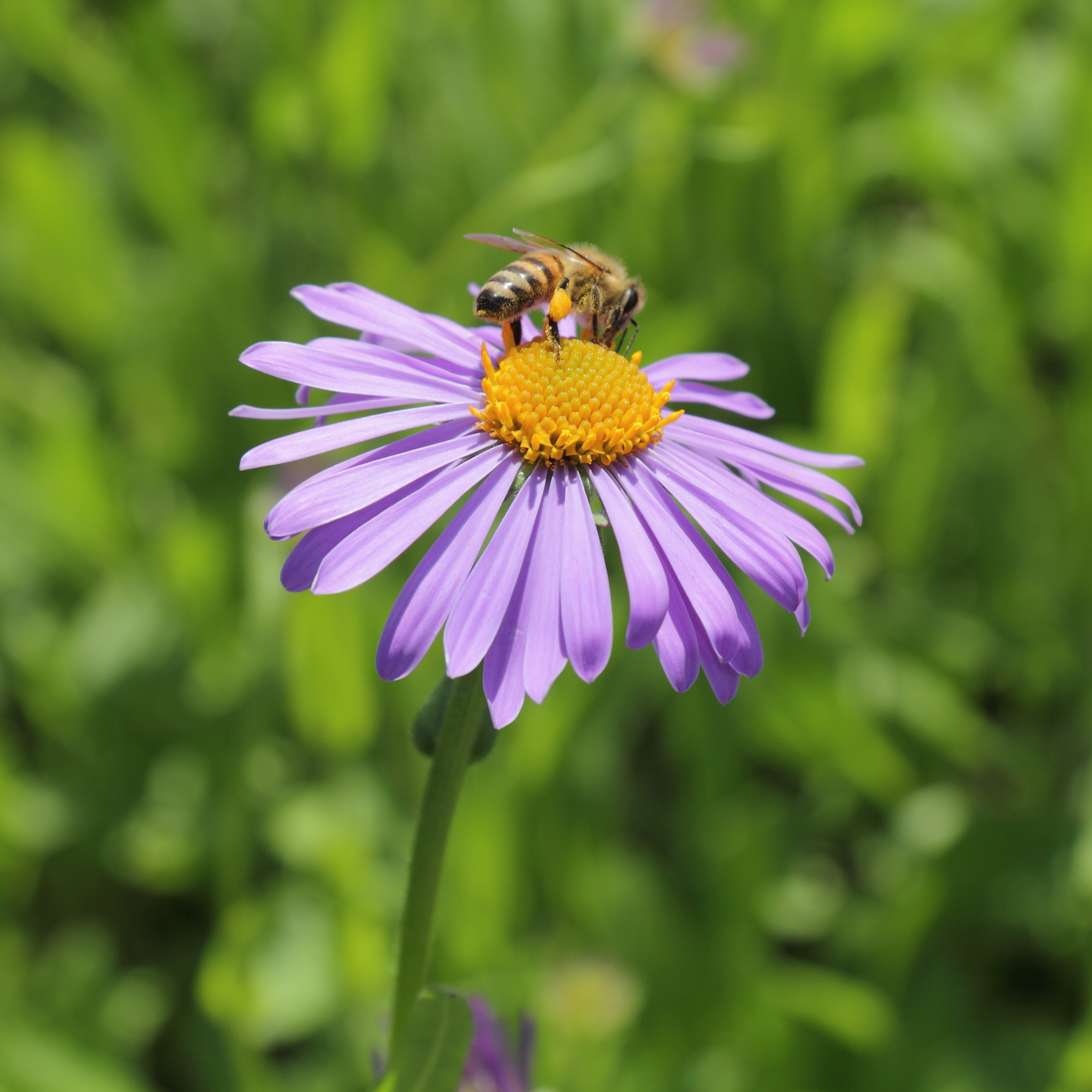
aster tongolski (Aster tongolensis)

- Aster albescens (DC.) Wall. ex Hand.-Mazz.
- Aster alpinoamellus Novopokr. ex Tzvelev
- Aster alpinus L. – aster alpejski
- Aster amellus L. – aster gawędka
- Aster ananthocladus Hilliard & B.L.Burtt
- Aster andringitrensis Humbert
- Aster apinnatifidus (Mat.) Makino
- Aster arenarius (Kitam.) Nemoto
- Aster argyi H.Lév.
- Aster argyropholis Hand.-Mazz.
- Aster armerioides (Nutt.) Kuntze
- Aster asa-grayi Makino
- Aster ascendens Hook.
- Aster asteroides (DC.) Kuntze
- Aster auriculatus Franch.
- Aster baccharoides (Benth.) Steetz
- Aster bachtiaricus Mozaff.
- Aster bahamensis Britton
- Aster bakerianus Burtt Davy ex C.A.Sm.
- Aster barbellatus Grierson
- Aster baronii Humbert
- Aster batangensis Bureau & Franch.
- Aster bergianus Harv.
- Aster bietii Franch.
- Aster bipinnatisectus Ludlow ex Grierson
- Aster bojeri Humbert
- Aster bowiei Harv.
- Aster bracei Britton
- Aster brachyphyllus C.C.Chang
- Aster brachytrichus Franch.
- Aster brevis Hand.-Mazz.
- Aster burgessii Britton
- Aster capusi Franch.
- Aster caricifolius Kunth
- Aster chimanimaniensis W.Lippert
- Aster chingshuiensis Y.C.Liu & C.H.Ou
- Aster cichoriacea (Greene) S.F. Blake
- Aster ciliatus Walter
- Aster cinerarioides (DC.) Humbert
- Aster coahuilensis S.F.Blake
- Aster comptonii W.Lippert
- Aster confertifolius Hilliard & B.L.Burtt
- Aster curvescens E.S.Burgess
- Aster decumbens (Schltr.) G.L.Nesom
- Aster diffusus Dryand.
- Aster dimorphophyllus Franch. & Sav.
- Aster diplostephioides (DC.) C.B.Clarke
- Aster divergens [Dryand.]
- Aster dumosus Hoffm. – aster karłowaty
- Aster ensifer Bosserdet
- Aster erucifolius (Thell.) W.Lippert
- Aster falcifolius Hand.-Mazz.
- Aster falconeri (C.B.Clarke) Hutch.
- Aster fanjingshanicus Y.L.Chen & D.J.Liu
- Aster farreri W.W.Sm. & Jeffrey
- Aster fastigiatus Fisch.
- Aster filipes J.Q.Fu
- Aster fischerianus DC.
- Aster flaccidus Bunge – aster zwisły
- Aster formosanus Hayata
- Aster fragilis Elliott
- Aster fulgidulus Grierson
- Aster fuscescens Bur. & Franch.
- Aster giraldii Diels
- Aster glehnii F.Schmidt
- Aster gracilicaulis Y.Ling ex J.Q.Fu
- Aster grisebachii Britton
- Aster handelii Onno
- Aster harrowianus Diels
- Aster harveyanus Kuntze
- Aster hayatae H.Lév. & Vaniot
- Aster heleius Urb.
- Aster helenae Merr.
- Aster heliopsis Grierson
- Aster henryi Hemsl.
- Aster hersileoides C.K.Schneid.
- Aster heterolepis Hand.-Mazz.
- Aster himalaicus C.B.Clarke
- Aster hispidus Thunb.
- Aster hololachnus Ling
- Aster hualiensis S.S.Ying
- Aster hunanensis Hand.-Mazz.
- Aster hybridus E.H.L.Krause
- Aster hypoleucus Hand.-Mazz.
- Aster iinumae Kitam. ex Hara
- Aster incisus Fisch. – aster wycinany
- Aster indamellus Grierson
- Aster ionoglossus Ling
- Aster itsunboshi Kitam.
- Aster jeffreyanus Diels
- Aster jishouensis W.P.Li & S.X.Liu
- Aster juchaihu Z.Y.Zhu & B.Q.Min
- Aster kansuensis Farrer
- Aster kantoensis Kitam.
- Aster kayserianus Schur
- Aster komonoensis Makino
- Aster koraginensis Kom.
- Aster kyobuntensis Nakai
- Aster laka C.B.Clarke
- Aster langaoensis J.Q.Fu
- Aster lasiocladus Hayata
- Aster latibracteatus Franch.
- Aster latisquamatus (Maxim.) Hand.-Mazz.
- Aster lautureanus (Debeaux) Franch.
- Aster lavandulifolius Hand.-Mazz.
- Aster laxifolius Lindl.
- Aster leonis Britton
- Aster limonifolius (Less.) B.Fedtsch.
- Aster limosus Hemsl.
- Aster limprichtii Diels
- Aster lindenii Sch.Bip.
- Aster lingulatus Franch.
- Aster lipskii Kom.
- Aster luzonensis Elmer
- Aster lydenburgensis W.Lippert
- Aster maackii Regel – aster Maacka
- Aster madagascariensis (Humbert) Humbert
- Aster magnus Y.N.Lee & C.Kim
- Aster mangshanensis Y.Ling
- Aster marchandii H.Lév.
- Aster megalanthus Y.Ling
- Aster menziesii Lindl.
- Aster methodorus (Benth.) Govaerts
- Aster milanjiensis S.Moore
- Aster miquelianus Hara
- Aster miser L.
- Aster miyagii Koidz.
- Aster molliusculus (Lindl. ex DC.) C.B.Clarke
- Aster moranensis Kunth
- Aster morrisonensis Hayata
- Aster motuoensis Y.L.Chen
- Aster muliensis Hand.-Mazz.
- Aster mutabilis Vell.
- Aster nakaoi Kitam.
- Aster neo-elegans Grierson
- Aster nigrocinctus Ling
- Aster nigromontanus Dunn
- Aster nitidus C.C.Chang
- Aster novopokrovskyi Iljin
- Aster nubimontis W.Lippert
- Aster okanoganus Piper
- Aster oreophilus Franch.
- Aster outeniquae Fourc.
- Aster ovalifolius Kitam.
- Aster ovatus (Franch. & Sav.) Mot.Ito & Soejima
- Aster panduratus Nees ex Walp.
- Aster paniculatus Muhl.
- Aster peduncularis Wall. ex Nees
- Aster peglerae Bolus
- Aster perfoliatus Oliv.
- Aster philippinensis S.Moore
- Aster pleiocephalus (Harv.) Hutch.
- Aster pluriflorus G.Don
- Aster polios C.K.Schneid.
- Aster poliothamnus Diels
- Aster popovii Botsch.
- Aster prainii (J.R.Drumm.) Y.L.Chen
- Aster pseudobakeranus W.Lippert
- Aster pseudodumosus (Thell.) Bergmans
- Aster pseudoglehnii Y.S.Lim, Hyun & H.Shin
- Aster pujosii Quézel
- Aster pycnophyllus Franch. ex Diels
- Aster pyrenaeus Desf. ex DC. – aster pirenejski
- Aster quitensis Willd. ex Spreng.
- Aster retusus Ludlow
- Aster rockianus Hand.-Mazz.
- Aster roscidus E.S.Burgess ex Britton & A.Brown
- Aster rugulosus Maxim.
- Aster ruoqiangensis Y.Wei & C.H.An
- Aster salicifolius Lam.
- Aster salsuginosus R.Br.
- Aster salwinensis Onno
- Aster sampsonii (Hance) Hemsl.
- Aster sanczirii Kamelin & Gubanov
- Aster satsumensis Soejima
- Aster sekimotoi Makino
- Aster semiamplexicaulis (Makino) Makino ex Koidz.
- Aster senecioides Franch.
- Aster setchuenensis Franch.
- Aster shennongjiaensis W.P.Li & Z.G.Zhang
- Aster sibiricus Turcz. ex Torr. & A.Gray – aster arktyczny
- Aster sikkimmensis Hook.f. & Thomson – aster sikkimski
- Aster sikuensis W.W.Sm. & Farrer
- Aster silenifolius Turcz.
- Aster sinianus Hand.-Mazz.
- Aster sohayakiensis Koidz.
- Aster souliei Franch. – aster Souliego
- Aster spathulifolius Maxim.
- Aster squamatus (Spreng.) Hieron.
- Aster stracheyi Hook.f.
- Aster striatus Champ. ex Benth.
- Aster subintegerrimus Trautv.
- Aster subulatus (Michx.) Hort. ex Michx.
- Aster sugimotoi Kitam.
- Aster taiwanensis Kitam.
- Aster takasagomontanus Sasaki
- Aster taliangshanensis Y.Ling
- Aster tansaniensis W.Lippert
- Aster taoyuenensis S.S.Ying
- Aster tataricus L.f. – aster tatarski
- Aster techinensis Y.Ling
- Aster tenuipes Makino
- Aster thomsonii C.B.Clarke
- Aster tientschwanensis Hand.-Mazz.
- Aster tongolensis Franch. – aster tongolski
- Aster tricapitatus Vaniot
- Aster tricephalus C.B.Clarke
- Aster trichoneurus Y.Ling
- Aster trinervius Roxb. ex Roxb.
- Aster tsarungensis (Grierson) Y.Ling
- Aster turbinatus S.Moore
- Aster uchiyamai Nakai
- Aster velutinosus Y.Ling
- Aster vestitus Franch.
- Aster viscidulus (Makino) Makino
- Aster vvedenskyi Bondarenko
- Aster willkommii Sch.Bip.
- Aster woroschilowii Zdor. & Schapoval
- Aster yakushimensis (Kitam.) Soejima & Yahara
- Aster yomena Makino
- Aster yoshinaganus (Kitam.) Mot.Ito & Soejima
- Aster yunnanensis Franch.
- Aster zayuensis Y.L.Chen
- Aster zuluensis W.Lippert

Mieszańce międzygatunkowe
- Aster × columbianus Piper (pro sp.)
- Aster × herveyi A. Gray
- Aster × longulus E. Sheld. (pro sp.)
- Aster × maccallae Rydb. (pro sp.)